# Hixam I
Hixam I o Hixam ibn Abd-ar-Rahman (àrab: هشام بن عبد الرحمن, Hixām ibn ʿAbd ar-Raḥmān) (Qúrtuba, 26 d'abril de 757-16 d'abril de 796) fou el segon emir omeia de Còrdova (788-796). Va succeir el seu pare Abd-ar-Rahman I el 7 d'octubre del 788 quan tenia 30 anys. Per aconseguir el poder va haver de combatre contra el seu germà gran Sulayman ibn Abd-ar-Rahman (que ho va provar sense èxit a la al-Tagr al-Ala o Marca Superior) i Abd-Al·lah ibn Abd-ar-Rahman al-Balansí (el Valencià) entre 788 i 790. En aquests dos anys els seus generals van reprimir també l'agitació a Saragossa i una revolta dels amazics a Takurunna (regió de Ronda).
A partir del 791, estabilitzada la situació interna, va organitzar nombroses ràtzies (pràcticament una cada any) principalment contra el Regne d'Astúries. El 791 dues columnes van atacar els flancs del regne, una primera que va assolar Àlaba comandada per Abu Uthman Ubayd Allah i una segona a Galícia que va derrotar a Beremund I d'Astúries en la batalla de Burbia provocant la seva abdicació. El 792, Abd-al-Màlik ibn Abd-al-Wàhid ibn Mughith atacava Àlaba, i el 793 a la Marca Hispànica, expedició dirigida de nou per Abd-al-Màlik, en la qual s'assetjà Girona i Narbona, vencent a Guillem I de Tolosa a la batalla d'Orbieu, retirant-se a continuació a la Cerdanya. El 794 dues columnes assolaren el Regne d'Astúries, la comandada per Abd-al-Màlik atacava de nou Àlaba sense problemes i mentre que el seu germà Abd-al-Karim ibn Abd-al-Wàhid ibn Mughith, que atacava el centre del regne seria derrotat i mort a la batalla de Lutos. Oviedo fou saquejada en aquesta campanya. El 795 foren dues columnes dirigides per Abd-al-Màlik, i el 796 una altra columna dirigida per Abd-al-Màlik.
Va morir a Còrdova l'abril del 796. El va succeir el seu fill al-Hàkam I.